# Humberto Aidar
José Humberto Aidar (Inhumas, 22 de dezembro de 1961) é um radialista e político brasileiro filiado ao Movimento Democrático Brasileiro (MDB) desde 2018.

## Vida pessoal
José Humberto Aidar nasceu em 22 de dezembro de 1961 em Inhumas. Seus pais são Valdívio e Luzia Leal Aidar. Trabalha como radialista desde os dezessete anos de idade e não possui diploma de ensino superior. É viúvo de Lúcia Regina Veronezi Aidar, atualmente casado com Luciana Meireles Ruas Aidar. Junto com Luciana, teve João Paulo, seu único filho.

## Carreira política
Antes de se filiar ao PT, Humberto Aidar esteve filiado ao Partido Democrático Trabalhista (PDT) e ao Partido da Frente Liberal (PFL), tendo permanecido apenas um ano neste último. De 1991 a 1994 foi suplente de deputado estadual pelo PDT. Assumiu, provisoriamente, em agosto de 1992 e, definitivamente, em janeiro de 1993. Em 1995 foi eleito deputado estadual pelo PT. Entre 2001 e 2004 foi Secretário de Esporte e Lazer da administração de Pedro Wilson na prefeitura de Goiânia. Em 2004 foi eleito vereador da cidade pelo PT, mas abandonou a legislatura assim que eleito deputado estadual em 2006. Tentou lançar sua candidatura a prefeito de Goiânia em 2008, mas a tentativa foi frustrada, uma vez que seu partido preferiu se coligar com seu adversário político Iris Rezende, do Partido do Movimento Democrático Brasileiro (PMDB), a quem define como um "coronel centralizador". Aidar foi um dos maiores rivais de Rezende na Câmara Municipal, tendo denunciado um suposto esquema de favorecimento imobiliário do prefeito à sua irmã. Aidar afirma ser amigo do ex-governador e senador Marconi Perillo (PSDB), apesar de pertencerem a partidos rivais em âmbito nacional.
Eleito novamente deputado estadual nas eleições de 2010, com 29.499 votos, em 2014 com 28.375 votos e em 2018 com 31.873 votos.

## Carreira de radialista
Aidar trabalha como radialista desde 1978, tendo ficado dezenove anos na Rádio Araguaia, da qual foi diretor artístico. Também passou pelas rádios Anhanguera, Riviera e Jornal. Em 1990, lançou o projeto Ecologia Rock, que, através da música, difundia uma mensagem de paz e de preservação do meio ambiente. Durantes muitos anos teve um programa de variedades na Radio Difusora, pertencente à Fundação Padre Pelágio, de caráter católico.Ficou por mais de 20 anos na rádio, por longos anos apresentando o programa junto de sua grande amiga Cleide Rocha. Na Difusora idealizou um dos mais duradouros projetos sociais da história de Goiás: o projeto Mão Amigas se tornou o Difusora Contra Fome e teve sua primeira edição em (1997). Rebatizado de “Projeto Fé e Ação”, a ação fez com que o deputado fosse honrado com o primeiro prêmio Dom Fernando Gomes dos Santos de Solidariedade, promovido pela Arquidiocese de Goiânia. Atualmente, trabalha como radialista, no Programa Humberto Aidar da rádio Terra FM 104.3, das 8 às 10 da manhã.